# Wieża Biała w Warszawie
Wieża Biała – nieistniejący element murów obronnych warszawskiego Starego Miasta, zlokalizowany niegdyś u wylotu ul. Kamienne Schodki. 

## Historia
Wieża Biała, zwana też Rybacką i Wiślaną, pierwotnie była prostokątną basztą, wybudowaną po roku 1379. Jej bok miał 4,5 metra szerokości; wiodący ku niej odcinek ul. Kamienne Schodki - jedynie 3,5. Z roku 1496 pochodzi wzmianka o  przejściu z Kamiennych Schodków na Rybaki, które wiodło zapewne przez Wieżę Białą lub istniejący obok niej prześwit w murze.
W roku 1560 basztę przebudowano na bramę dla pieszych i podwyższono; otrzymała postać otynkowanej wieży o prostokątnym rzucie kondygnacji przyziemia, i ośmiobocznej, dobudowanej górnej części.
Wiadomo, że w końcu XVI wieku mieściła więzienie, oraz że przeszła remont w roku 1786. Ostatecznie Wieżę Białą rozebrano w połowie XIX wieku.
Dolne partie pierwotnej wieży odkryto podczas badań archeologicznych w latach 1952 i ok. 1960, i większości zniszczono podczas późniejszych remontów nawierzchni ulicy Kamienne Schodki – ostatni miał miejsce w roku 2002.